# Jerzy Ginalski (archeolog)
Jerzy Józef Ginalski (ur. 19 marca 1957 w Krośnie) – polski archeolog, konserwator zabytków archeologicznych, od 1999 do 2023 dyrektor Muzeum Budownictwa Ludowego w Sanoku.

## Życiorys
Absolwent I Liceum Ogólnokształcącego im. Mikołaja Kopernika w Krośnie z 1976. Ukończył studia na kierunku archeologii Polski i powszechnej na Uniwersytecie Jagiellońskim. W Krośnie był zatrudniony w Urzędzie Wojewódzkim, Muzeum Okręgowym, Biurze Badań i Dokumentacji Zabytków, Państwowej Służbie Ochrony Zabytków. Pełnił funkcję dyrektora Muzeum Historycznego w Dukli. Od 15 lipca 1999 do 3 stycznia 2023 sprawował stanowisko dyrektora Muzeum Budownictwa Ludowego w Sanoku. Zasiadł w komitecie redakcyjnym oraz został redaktorem naczelnym czasopisma „Materiały Muzeum Budownictwa Ludowego w Sanoku” (nr 36 i 37 z 2004 i 2008).
Został odkrywcą starożytnej osady Horodyszcze na terenie wsi Trepcza koło Sanoka. Był kierownikiem misji archeologicznych w Niemczech i Bułgarii. Członek Stowarzyszenia Naukowego Archeologów Polskich. Realizator projektu badawczego, finansowanego ze środków Komitetu Badań Naukowych w Warszawie o wczesnośredniowiecznym kompleksie osadniczym w Trepczy koło Sanoka. Prowadził wykłady w Polskiej Akademii Nauk i Polskiej Akademii Umiejętności w Krakowie. Został przewodniczącym Rady Uniwersytetu Rzeszowskiego.
Zamieszkał w Międzybrodziu koło Sanoka. W wyborach samorządowych w 2024 uzyskał mandat Rady Powiatu Sanockiego, startując z listy KWW Koalicja Samorządowa Ludowcy i Demokraci.

## Odznaczenia i wyróżnienia
- Odznaka „Za zasługi dla województwa krośnieńskiego” (1998)[8].
- Srebrna Odznaka „Za opiekę nad zabytkami” (1998), Złota Odznaka "Za opiekę nad zabytkami" (2012)[8].
- Laureat wyróżnienia wydarzenie muzealne roku: za wystawę „Przeszłość ożywiona” w Muzeum Podkarpackim w Krośnie.
- Nagroda Powiatu Sanockiego w dziedzinie kultury za rok 2000 (2001)[9][10][8].
- Nagroda Zarządu Województwa Podkarpackiego w dziedzinie ochrony kultury (2002)[8].
- Odznaka honorowa „Za Zasługi dla Turystyki” (2004)[8].
- Nagroda Miasta Sanoka za rok 2007 (2008)[11].
- Brązowy Medal „Zasłużony Kulturze Gloria Artis” (2008, w dziedzinie ochrona dziedzictwa)[12].
- Godło „Człowiek Roku” Ziemi Sanockiej (2010)[13].
- Godło Człowieka Sanoka (2011, „za wkład w promocję i rozwój gospodarczy regionu”)[14].
- Złoty Krzyż Zasługi (30 marca 2012, na wniosek Wojewody Podkarpackiego „za zasługi w działalności na rzecz upowszechniania i propagowania kultury polskiej”)[15].
- Odznaka „Przyjaciel Dziecka” (2012)[8].
- Medal „Za zasługi dla aptekarstwa Podkarpacia” Podkarpackiej Okręgowej Izby Aptekarskiej w Rzeszowie[16].
- Statuetka Marszałka Województwa Podkarpackiego[17].
- Statuetka dla osób, które zasłużyły się na rzecz rozwoju Podkarpacia; w kategorii kultura i sport (2014)[18].
- Statuetka VIP dla „Najbardziej Wpływowych Podkarpacia 2014” w kategorii Kultura[19].
- Statuetka dla „Najbardziej Wpływowych Podkarpacia 2014” w kategorii VIP Kultura[20].
- Laureat VII edycji konkursu „Pracodawca Przyjazny Pracownikom” (2015, wyróżnienie dla MBL w Sanoku)[21][22].
- Honorowy Wolontariusz (2015)[8].
- Złoty Medal „Za Zasługi dla Pożarnictwa” (2016)[8].
- Medal Województwa Małopolskiego ,,Polonia Minor” (2017)[8].
- Złota Odznaka Zasłużonego Działacza TPD (2019)[8].
- Honorowe obywatelstwo Sanoka (25 czerwca 2020)[23].
- Srebrny Medal „Zasłużony Kulturze Gloria Artis” (2022, w dziedzinie muzealnictwo)[12].
- Honorowa odznaka im. Izydora Gulgowskiego (2023)[24]

## Publikacje
Autor licznych publikacji z dziedziny archeologii.
- Lista publikacji na stronie MBP w Sanoku